# Olivier IV de Clisson
Olivier IV de Clisson (Clisson, Francia, alrededor de 1300 - París, Francia, 1343), fue un noble bretón, hijo de Olivier III de Clisson y de Isabeau de Craon.

## Biografía

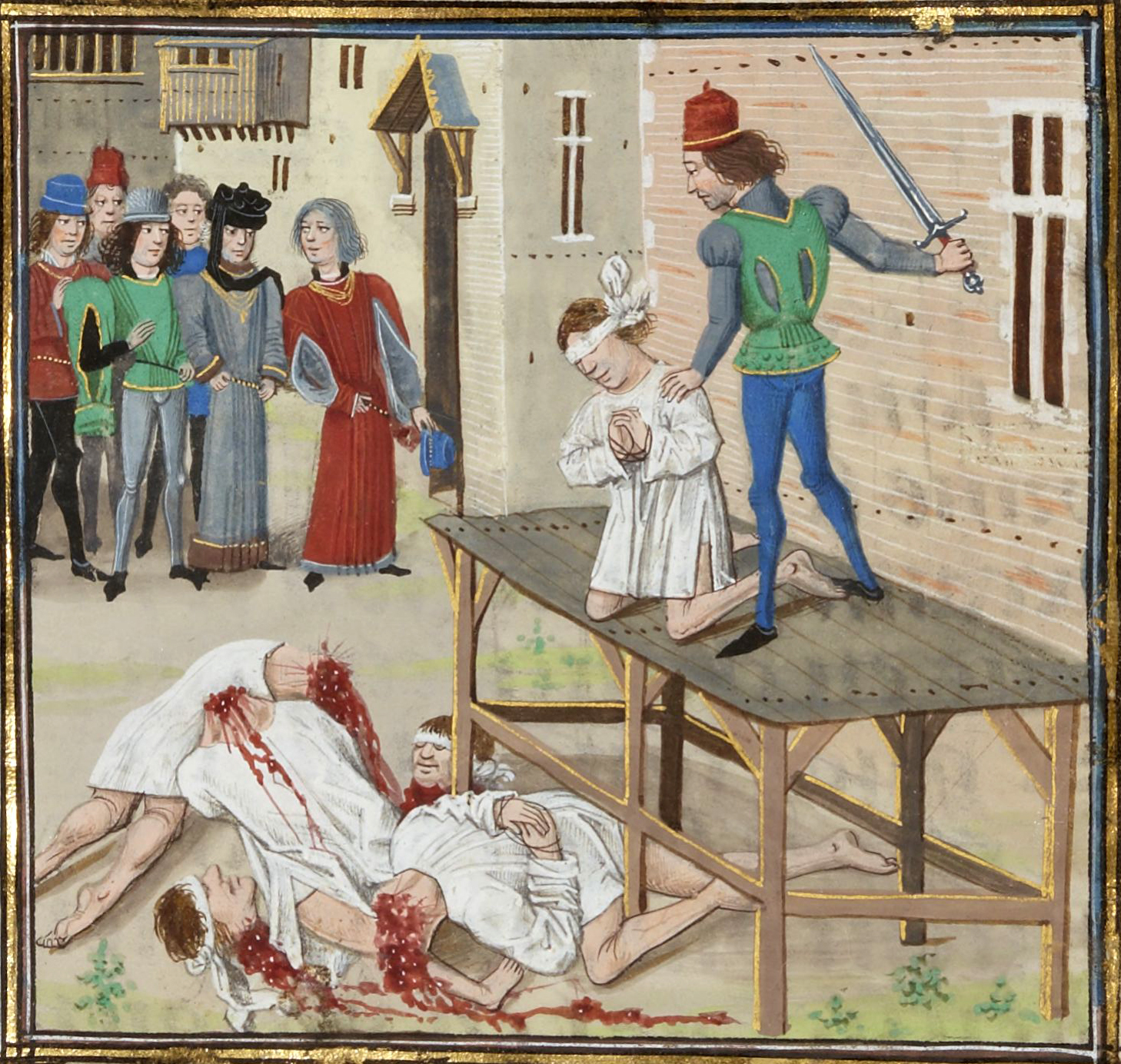
Ejecución de Olivier IV de Clisson, miniatura de Liédet Loyset.

Como señor feudal, Olivier IV luchaba al lado del rey Felipe VI de Francia en la guerra de los Cien Años. Pero como noble bretón, se preocupaba por el futuro político de su país. Tras el fallecimiento del duque de Bretaña, Juan III de Bretaña, dos pretendientes se presentaron para sucederle: el medio hermano del duque, Juan de Montfort, y su sobrina Juana de Penthièvre, hija de su hermano Guy y mujer de Carlos de Blois, cuya legitimidad al trono ducal había sido reconocida por los Pares de Francia.
Olivier IV escogió el bando de los Blois-Penthièvre mientras que su hermano, Amaury de Clisson, se aliaba con el partido de Montfort. En el mes de enero de 1342 el castillo de Blain, propiedad de Olivier IV, servía de cuartel general a Robert Bertrand, teniente del Rey enviado para ayudar a Carlos de Blois a conseguir la obediencia de los partidarios de Montfort a la duquesa Juana de Penthièvre. 
En diciembre de 1342, Olivier IV fue apresado en la batalla de Vannes y permaneció algún tiempo preso de los ingleses, aliados de los Montfort. Cuando fue liberado, se sospechó que habría llegado a un pacto con Eduardo III de Inglaterra para que éste le nombrase vice rey de Bretaña. Con el pretexto de un torneo, fue convocado por el rey Felipe VI de Francia en París junto con otros quince nobles. Pero éste le mandó arrestar y decapitar por felonía. El cuerpo de Olivier fue colgado en el gibet de Montfaucon, en París, y su cabeza fue enviada a Nantes y expuesta sobre una pica en una puerta de la ciudad, cuando la costumbre no permitía que el cuerpo de un noble sufriera ultrajes póstumos. Esa ejecución rápida sin que la culpabilidad fuese demostrada, fue considerada como extremadamente severa por los cronistas de la época, entre ellos Jean Froissart. El feudo de Olivier IV en Blain fue confiscado.
La mujer de Olivier, Juana de Belleville, no perdonó al Rey su crueldad ni a Carlos de Blois de haberse implicado en esa muerte que ella consideraba un asesinato. Juró vengarse y libró contra ellos una guerra sin cuartel. Un gran número de nobles bretones se aliaron con su causa. Juana también armó dos navíos para luchar en el mar, convirtiéndose en corsaria. Después de años de guerra marítima y terrestre, Juana envió a su hijo, Olivier V de Clisson, a la corte de Edouardo III de Inglaterra donde fue educado como un príncipe. En 1359, Olivier desembarcó en Francia con el Rey de Inglaterra y participó al lado del hijo de Juan de Montfort, el futuro Juan V de Bretaña, en la Guerra de Sucesión de Bretaña.
Olivier IV de Clisson, fue rehabilitado por el rey Juan II de Francia en 1360, con motivo del tratado de Brétigny. Al año siguiente su hijo, Olivier V de Clisson, pudo recuperar sus derechos perdidos sobre los feudos de su padre.

## Matrimonios y descendencia
En 1320, se casó con Blanca de Bouville, con la que tuvo un hijo, Juan de Clisson, que falleció sin haber tenido hijos. 
De su matrimonio con Juana de Belleville en 1328, tuvo cinco hijos:
- Maurice.
- Guillaume, que falleció tras el naufragió de un navío de su madre.
- Olivier, su sucesor, que fue condestable de Francia.
- Isabel (fallecida en 1343), que se casó con Juan I de Rieux y era madre de Juan II de Rieux.
- Juana, que se casó con Jean Harpedane, señor de Montendre.